# Người Norman
Người Norman là tộc người mà vùng Normandy ở miền bắc nước Pháp được mang tên. Họ là con cháu của những người Viking đã chinh phục lãnh thổ này cùng với dân cư bản địa gốc Frank và Gallo-Roman. Họ xuất hiện từ thời nửa đầu thế kỷ thứ mười, và dần biến đổi trong những thế kỷ tiếp theo, cho tới khi biến mất hoàn toàn với tư cách là một sắc tộc vào đầu thế kỷ 13. Tên gọi "Normans" xuất phát từ "Northmen" hay "Norsemen", tức người phương Bắc, dùng để chỉ những người Viking đến từ Scandinavia và lập ra lãnh thổ Normandy.
Họ đóng vai trò chính trị, quân sự và văn hóa quan trọng ở châu Âu, và thậm chí Cận Đông thời trung cổ. Họ nổi danh vì tinh thần thượng võ và sùng đạo. Họ nhanh chóng dùng ngôn ngữ Roman bản địa ở những nơi họ định cư lại, và phương ngữ của họ được gọi là tiếng Norman, một ngôn ngữ quan trọng dùng trong văn học. Đất Quận công xứ Normandy mà họ dựng lên sau hòa ước với vương quyền Pháp là một trong những thái địa lớn nhất nước Pháp thời trung cổ. Người Norman nổi tiếng về văn hóa, như kiến trúc Roman, và truyền thống âm nhạc, cũng như các chiến tích quân sự và các phát kiến của họ. Những nhà phiêu lưu người Norman lập nên vương quốc Sicilia qua chinh phục, và một cuộc viễn chinh khác của người Norman chiếm được nước Anh. Ảnh hưởng của người Norman trải rộng từ các trung tậm đó tới Các quốc gia Thập tự chinh ở miền Cận Đông, tới Scotland, Wales, và Ireland.
Trong sử Nga, tên gọi "Norman" dùng để chỉ người Varangian. Trong sử Pháp, tên gọi này thường được dùng để chỉ các nhóm quân Viking đánh cướp nước Pháp vào thời thế kỷ thứ 9 trước khi định cư lại ở Normandy.